# Čair Sports Center
Čair Sports Center er en indendørs multiarena i Niš, Serbien, med plads til 4.000 tilskuere til håndboldkampe og 6.500, ved koncerter.
Arenaen blev brugt ved VM i håndbold 2013 for kvinder.